# DJ TAKI-SHIT
DJ TAKI-SHIT（ディージェイ・タキシット）は、名古屋市出身のDJ、サウンドクリエイター、音楽プロデューサー、リミキサー、編曲家である。

## 概要
1995年頃より名古屋のクラブlushでDJとしてのキャリアをスタート。並行してヒップホップ・音楽ユニット、シーモネーター&DJ TAKI-SHITとして活動を開始。2003年末ユニット解散後、2004年より拠点を東京に移して作曲家・編曲家として活動。長年シーモネーター時代の朋友、SEAMOのライブDJを務めたほかRyohei、YU-AのライブツアーDJ、遊助、童子-T、日之内エミ、RSP、清水翔太のバックDJを務めたことがある。

## 主なプロデュース作品（作曲・編曲・リミックス）
50音順
RSP
- Planet Beats（作曲・編曲）
- 感謝。（作曲・編曲）
- LA・LA・LA LOVE SONG 〜ここから始まる恋物語〜（作曲・編曲）

青山テルマ
- SOMEDAY PRINCE WILL COME 〜いつか王子様が〜（編曲）
- PARADISE（作曲・編曲）
- WALK（作曲・編曲）

UPPER’S FLAVA Remixes Of Watanabe Hit Tune
- まちぶせ/石川ひとみ 申し訳REMIX（リミックス）

アルフレッド・カセーロ
- 島唄 -REMIX-（リミックス）

Kazami
- CHIMELESS DAYS DJ TAKI-SHIT REMIX（リミックス）

KAME&L.N.K
- スマイルDJ TAKI-SHIT PEACE&QUIET REMIX（リミックス）

キングコング梶原
- おかん（作曲・編曲）

COOLON
- Coast2Coast（編曲）
- ONE（編曲）
- Drivin'AllNight（編曲）
- ALL@STAR（編曲）
- 忘れな草（編曲）
- &JOY（編曲）

CHEMISTRY
- 君をさがしてた シーモネーター&DJ TAKI-SHIT Remix feat. CRYSTAL BOY (NOBODY KNOWS) （リミックス）

光上せあら
- 1 TO 3（編曲）

郷ひろみ
- Wブッキング-Remix-（リミックス）
- 君だけを Feat.童子-T （作曲・編曲）
- Get Real Love 〜GOLDFINGER'009〜 （編曲）

SEAMO
- MO'MONEY（作曲・編曲）

シュビドゥバ
- シュビドゥバep～バンザイRAP～（全曲音楽プロデュース）
- シュビ一貫（全曲音楽プロデュース）

D-Naught
- I Love Music（編曲）
- HEY!（編曲）

DIAMOND☆DOGS
- アトランティスの女神 RUNNAWAY MARRDGE REMIX（リミックス）

タサツ
- タとサとツ

田中ロウマ
- FREE
- Amazing

DJ A☆LUCKY
- KISS YOU（作曲・編曲）

toutou
- 星占いの歌(DJ TAKI-SHIT EARLY '90s HIP HOUSE REMIX)（リミックス）

トリビュート・トゥ・サンダーバード
- THE TRACY LOUNGE PIANO! DJ TAKI-SHIT REMIX（リミックス）

HI-PRIX
- WIPE OUT（編曲）
- 尻取りRock'n Roll（編曲）

PaniCrew
- LaCranaval DJ TAKI-SHIT Remix（リミックス）

浜崎あゆみ
- step YOU -DJ TAKI-SHIT MORE STEP UP REMIX（リミックス）

日之内エミ
- 夏恋（作曲・編曲）

FUNKY_MONKEY_BABYS
- 勝負パンツ（作曲・編曲）
- BWH（作曲・編曲）
- オレオレRAP（作曲・編曲）
- カモンベイベー（作曲・編曲）

FONK
- ラニーニャ40℃↑（作曲・編曲）

HOME MADE家族
- SCRAP & BUILD （作曲・編曲）

星井七瀬
- 恋愛15シミュレーション申し訳SWEETx3 CURRYREMIX（リミックス）

松田聖子
- CALL ME DJ TAKI-SHIT EXTRA FUNK REMIX（リミックス）

Mihimaru_GT
- Darlin' （作曲・編曲）

山本領平
- INTRO,OUTRO [アルバム TAKE OVER]（作曲・編曲）

遊助
- まだ僕はサンタに会ったことがない（作曲・編曲）

Lead
- ファンキーデイズ!  DOES IT BE FUNKY? REMIX（リミックス）